# San Fernando de Apure
San Fernando de Apure é uma cidade e a capital do Apure, na Venezuela. É banhada pelo rio Apure.